# Civilisations andines
Les civilisations andines se sont développées depuis les hautes terres de la Colombie jusqu'au désert d'Atacama.

## Cultures archéologiques

### Caral

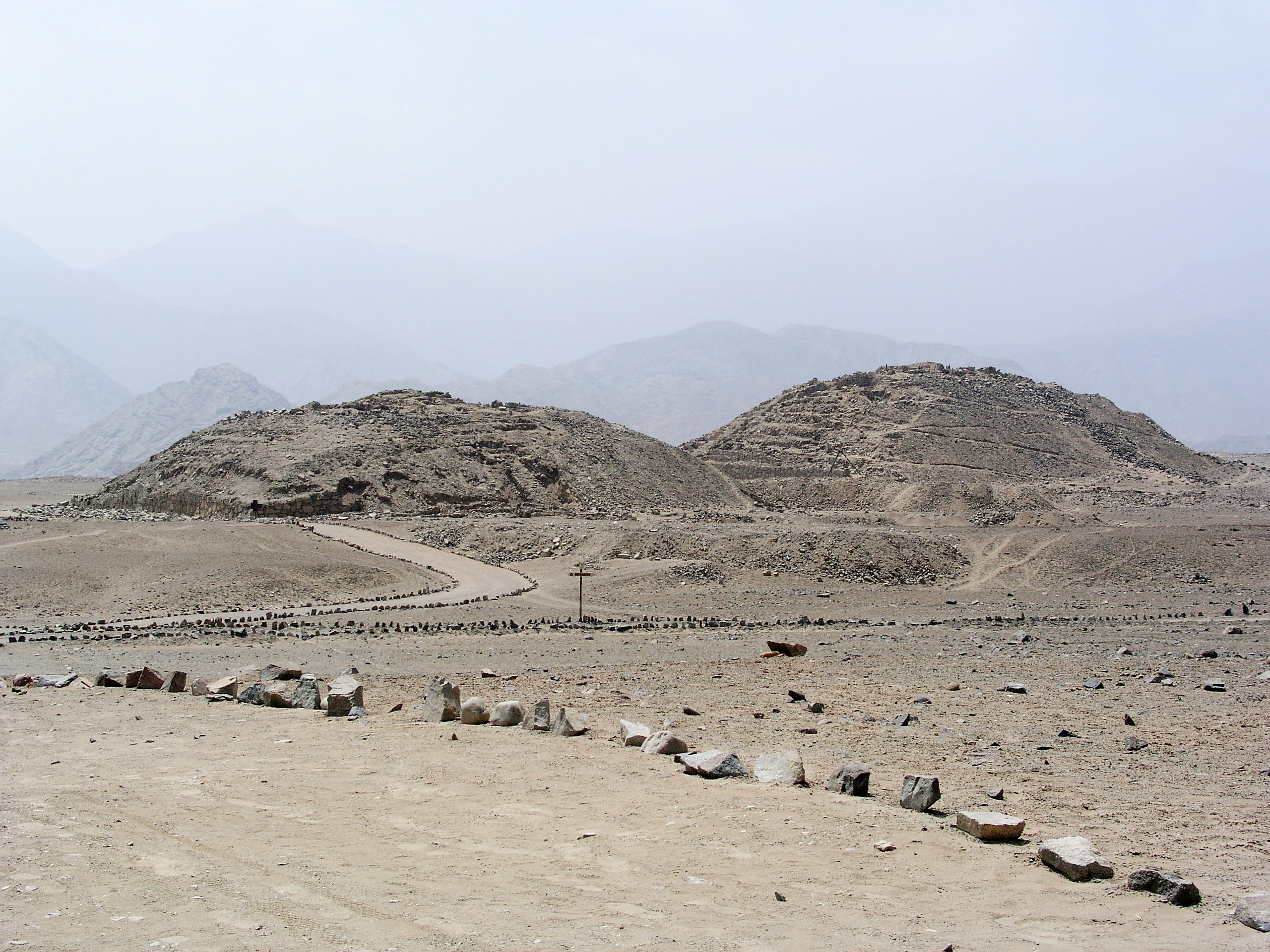
Vestiges de pyramides de la civilisation de Caral

C'est la plus ancienne civilisation connue d'Amérique. L'âge d'or se situe entre le XXXe et le XVIIIe siècle av. J.-C.

### Chavín
La civilisation de Chavín a introduit le travail du bronze et de l'or en Amérique du Sud et aurait mis en place un réseau d'échanges et d'agriculture développé vers 900 avant notre ère.

### Valdivia
La civilisation Valdivia (IVe millénaire av. J.‑C. – 1800 av. J.-C.) s'est développée autour des côtes des provinces de Guayas et El Oro. Ce serait la civilisation la plus ancienne de toute l'Amérique.

### Nazca

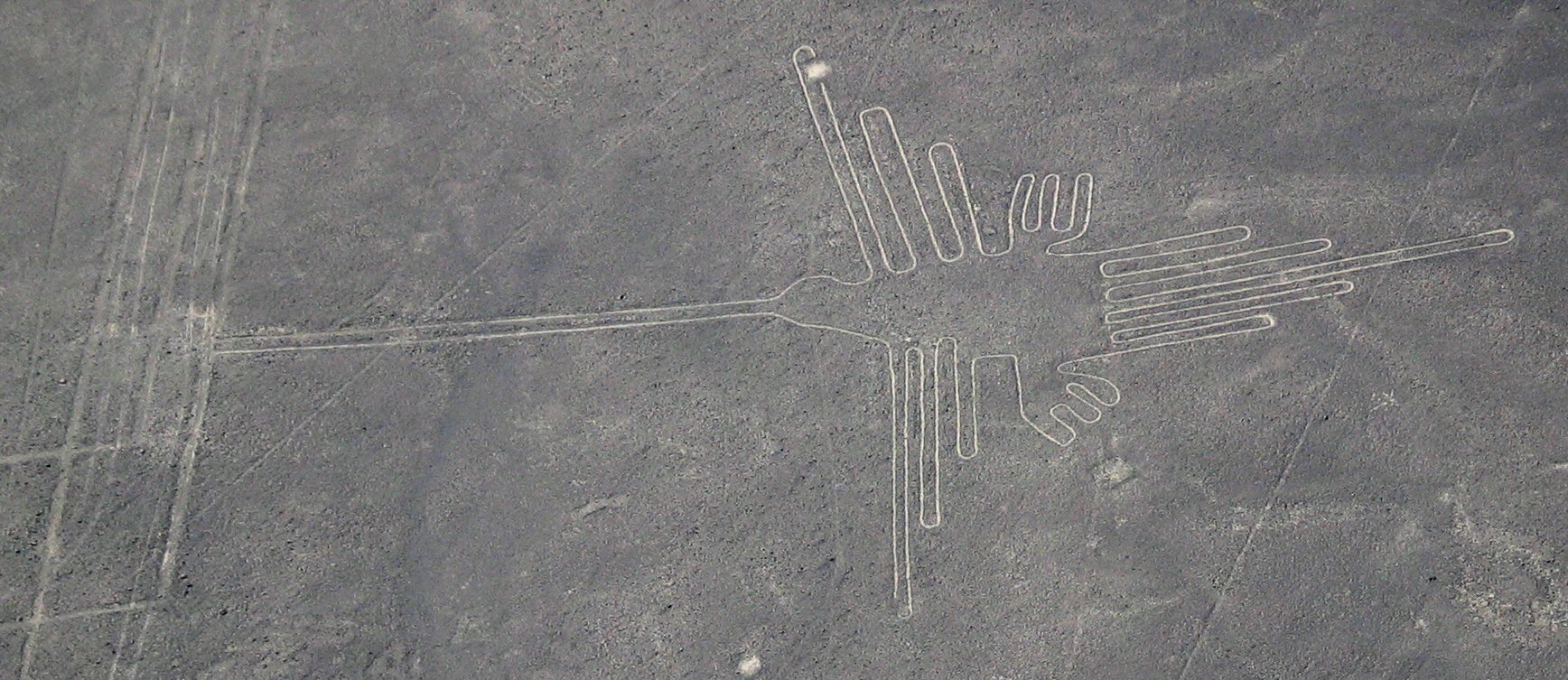
Géoglyphe nazca connu sous le nom de « Colibri ».

### Moche

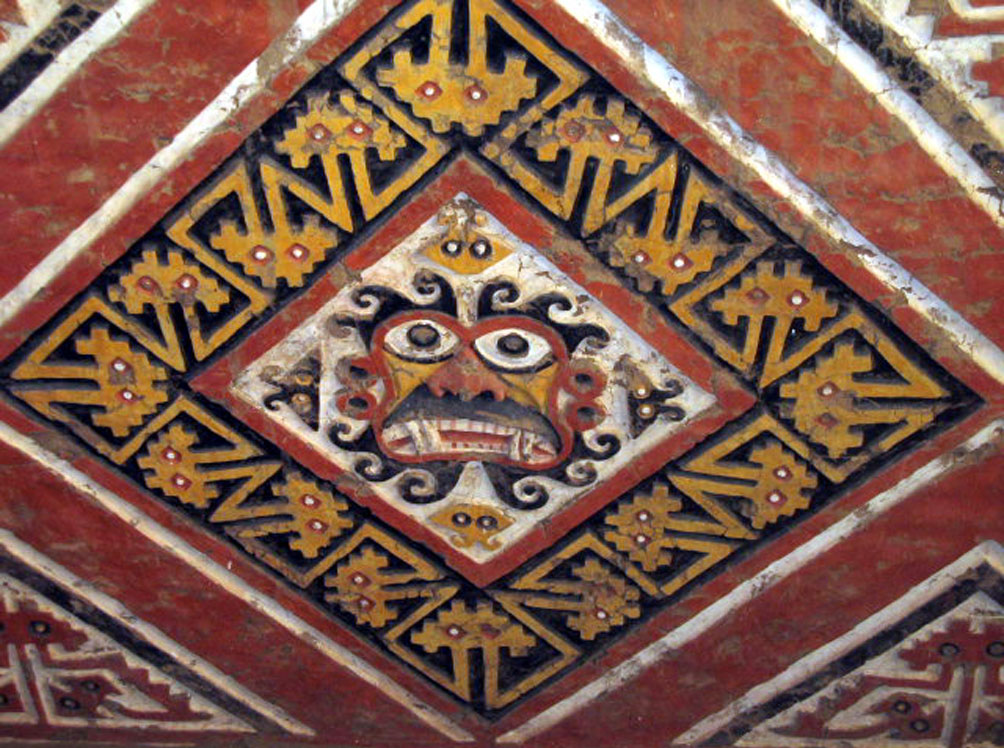
Le décapiteur sur une fresque murale de la huaca de la Luna.

### Tiwanaku

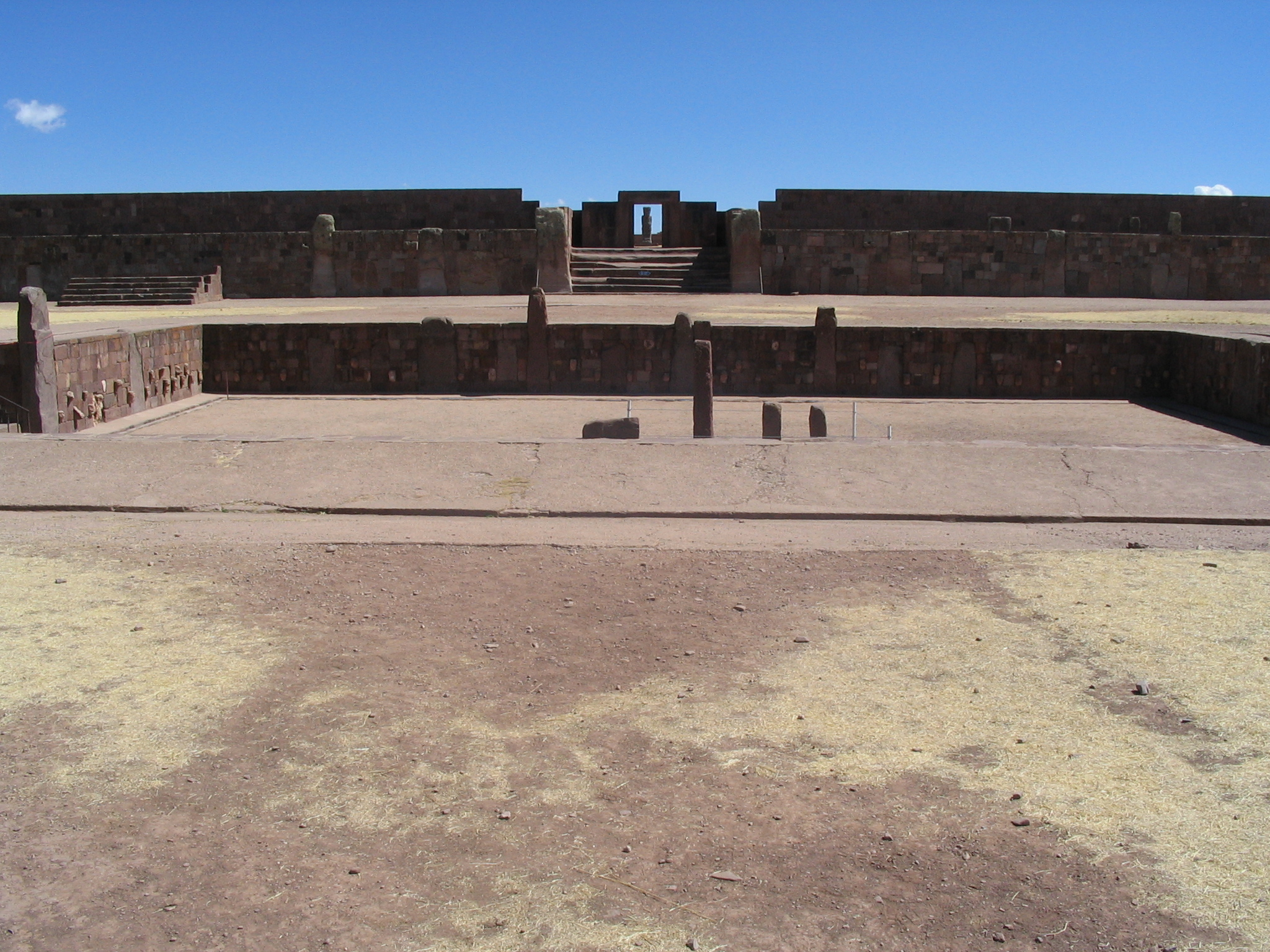
Le temple semi-souterrain à l'avant-plan et, au fond, le temple de Kalasasaya

## Chimú

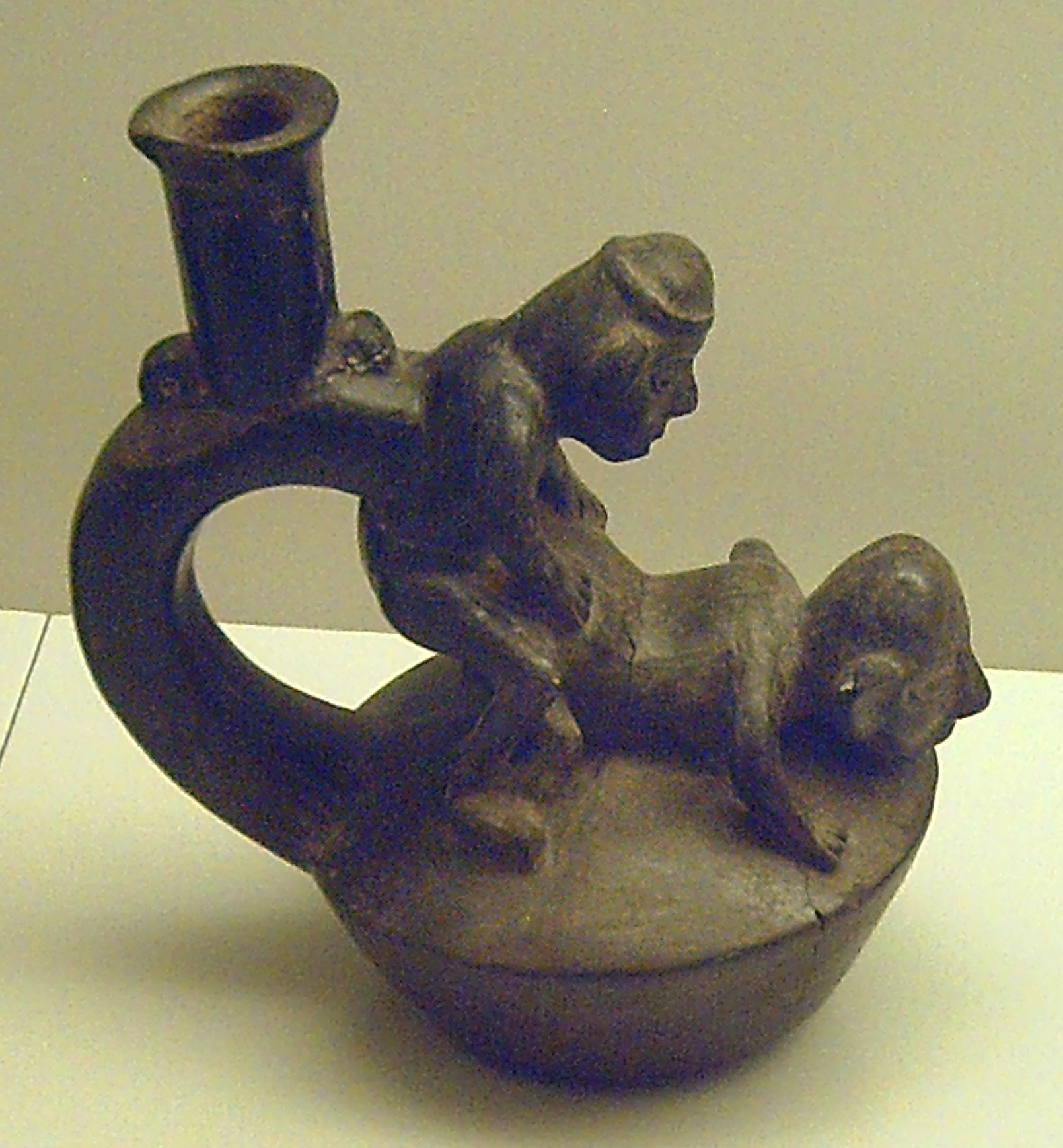
Vase chimú en céramique monochrome avec scène sexuelle, musée d'Amérique, Madrid, Espagne.

## Civilisation inca

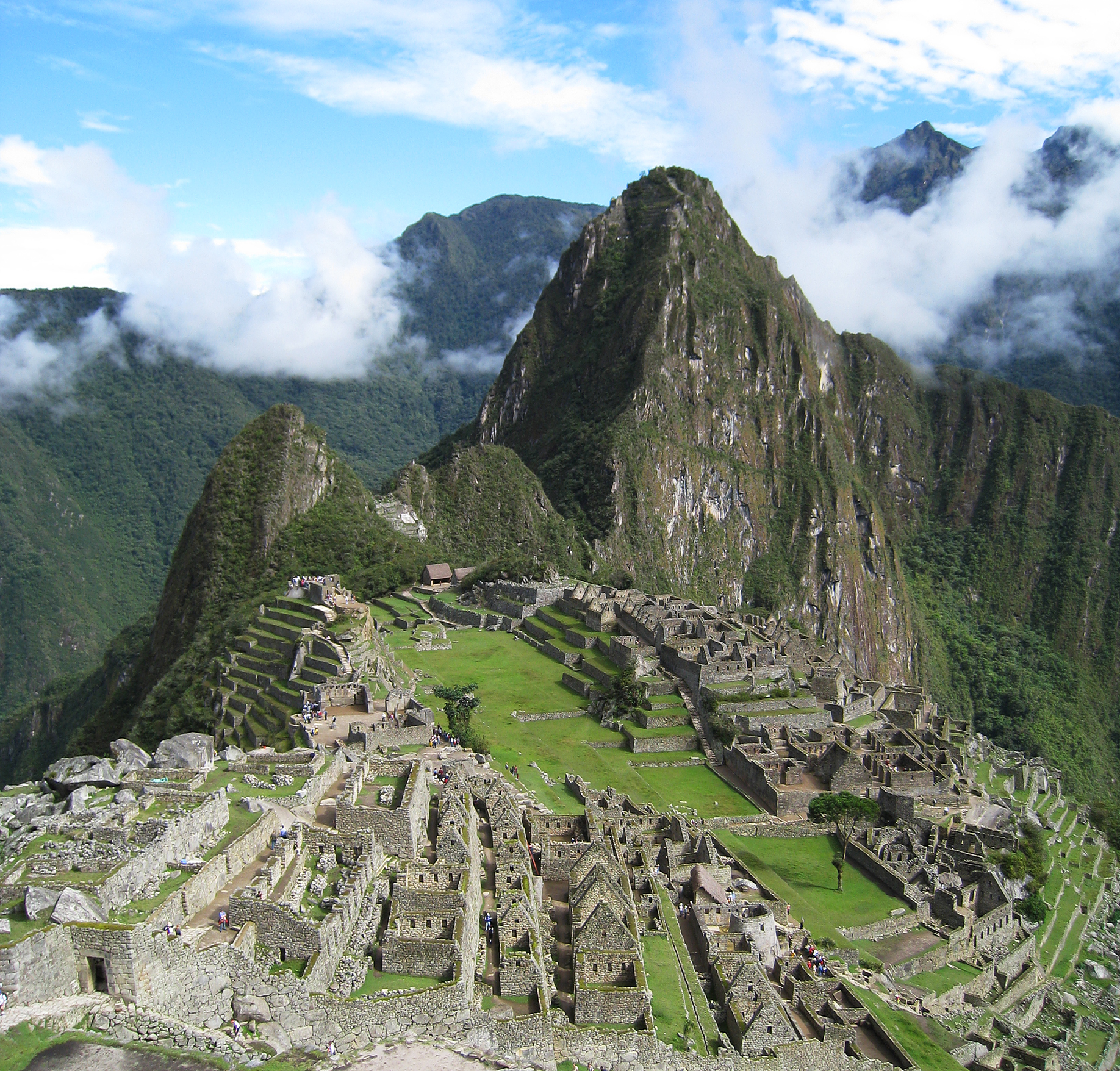
Vue du secteur urbain de Machu Picchu depuis son sommet sud.